# Valerius (Koroplast)
Valerius (altgriechisch Οὐαιλαίριος) war ein griechischer Koroplast, der im 2. Jahrhundert in Thessaloniki tätig war. 
Sein Name ist einzig durch eine Signatur auf einer Tonstatuette einer Aphrodite überliefert. Die Statuette wurde in der Ost-Nekropole von Thessaloniki gefunden und wird heute im Archäologischen Museum Thessaloniki aufbewahrt.